# Кажлаєв Мурад Магомедович
Кажлаєв Мурад Магомедович (1931—2023) — радянський і російський композитор. Народний артист СРСР (1981). Лауреат Державної премії РРФСР імені М. І. Глінки (1970) і Дагестанської АРСР (1967). Народний артист Республіки Дагестан (2016).

## Біографія
Народився 15 січня 1931 р. в Баку. Закінчив Бакінську консерваторію (1955, клас Б.Зейдмана).
Автор першого національного дагестанського балету «Горянка» (1967), поем для оркестру, романсів тощо, музики до 40 фільмів, зокрема українських: «Іноземка» (1965), «Ви Петька не бачили?» (1975), «Снігове весілля» (1980).

## Фільмографія
- «Хмари залишають небо» (1959)
- «Барбос в гостях у Бобика» (1964)
- «Іноземка» (1965, Одеська кіностудія)
- «Дівчинка на кулі» (1966)
- «Браслет 2» (1967)
- «Адам і Хева» (1969)
- «Зінка» (1969)
- «Підривники» (1970)
- «Ніч на 14-й паралелі» (1971)
- «Сестра музиканта» (1971)
- «Виконання бажань» (1973)
- «Ви Петька не бачили?» (1975, Кіностудія ім. О. Довженка)
- «Горянка» (1975)
- «Любов моя, печаль моя» (1978)
- «На новому місці» (1978)
- «В ніч місячного затемнення» (1978)
- «Оксамитовий сезон» (1978)
- «Дивак» (1979)
- «Слідами Карабаїра» (1979)
- «Снігове весілля» (1980, Кіностудія ім. О. Довженка)
- «Кільце старого шейха» (1980)
- «Пора червоних яблук» (1981)
- «Пригоди графа Невзорова» (1982)
- «Загадка кубачинського браслета» (1982)
- «Талісман кохання» (1984)
- «Незручна людина» (1985)
- «Знай наших!» (1985)
- «Таємниця рукописного Корану» (1991) та ін.